# Gramatura
Gramatura, površinska masa ili masa jedinične površine je masa jednog kvadratnog metra papira, kartona ili ljepenke izražena u gramima. U SI sustavu jedinica za gramaturu je g/m2. Gramatura se najpreciznije određuje gravimetrijski (vaganjem), kao aritmetička sredina mjerenja mase na preciznoj vagi više uzoraka izrezanih na dimenzije 10 x 10 centimetara. Ispitivanje se provodi prema standardima ISO 536; Tappi T 410.

## Podjela papira prema gramaturi
Prema gramaturi razlikuju se: 
- lakši papiri (od 10 do 60 g/m2),
- srednje teški papiri (od 60 do 120 g/m2),
- polukartoni (od 150 do 200 g/m2),
- kartoni (od 200 do 600 g/m2) i
- ljepenke (više od 600 g/m2).

### Papir
Papir (njem. Papier od lat. papyrum, papyrus od grč. πάπυρος: papirus;  srednjovj. lat. charta papyri, charta damascena, charta bombycina i drugo) je plošni proizvod dobiven iz vodene suspenzije biljnih vlakana na stroju s finim sitom, koje omogućuje njihovo prepletanje i oblikovanje u vrlo tanak list. Kao vrlo pogodna podloga za pisanje, zauzima važno mjesto u povijesti pismenosti čovječanstva. Papir je materijal koji se osim za pisanje upotrebljava i za crtanje, tisak, pakiranje, i tako dalje. Proizvodi se uglavnom od drveta ili celuloze.

### Kartoni
Kartoni su krući i čvršći od papira, mogu biti različito površinski obrađeni i sastoje se od jednog ili više slojeva (dupleks karton, tripleks karton). U višeslojnim kartonima pojedini se slojevi proizvode od različitih sirovina i različitih su svojstava. Sloj koji će prilikom upotrebe kartona služiti kao vanjski ili gornji sloj obično je gladak, svjetliji i izrađen od kvalitetnije sirovine. Kartoni se veoma mnogo primjenjuju za pakiranje (ambalažni materijal), rjeđe za pisanje ili za tisak.

### Ljepenka
Ljepenka je deblja i veće površinske mase od kartona. Čvrsta granica između kartona i ljepenke nije određena, no najčešće se ljepenkom nazivaju proizvodi s gramaturom većom od 600 g/m2. Ponekad se, međutim, dorađeni proizvodi od kvalitetnijih sirovina nazivaju kartonima bez obzira na veću gramaturu i debljinu. Prema upotrijebljenim sirovinama razlikuju se bijela i smeđa ljepenka, koje se izrađuju od bijele ili smeđe drvenjače bez dodataka, zatim siva ljepenka (nekeljena) od miješanih papirnih otpadaka, miješana ljepenka od miješanog starog papira i žute slamne celuloze i slamna ljepenka samo od žute slamne celuloze. Površina ljepenke može biti dorađena keljenjem, impregniranjem i slično.